# G蛋白

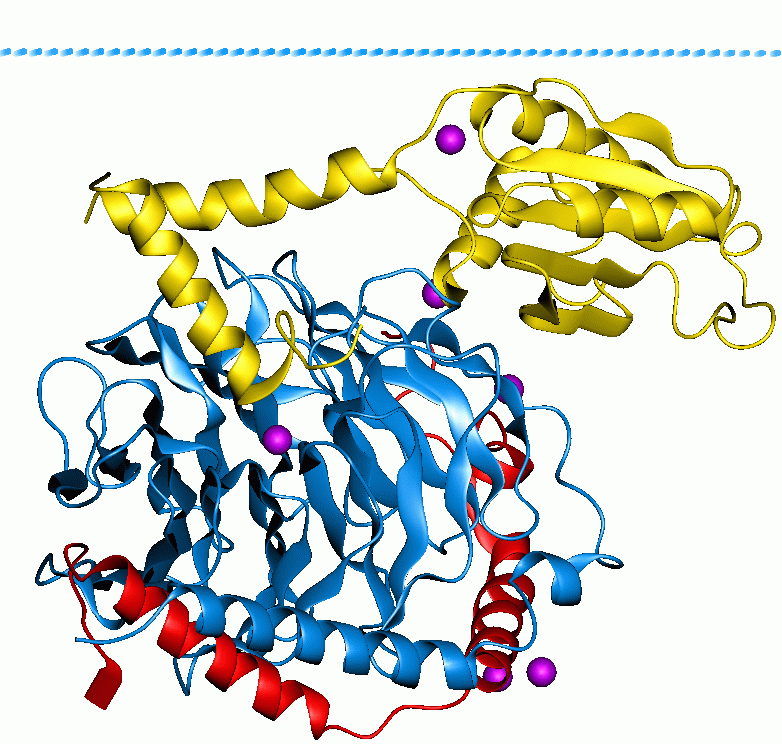
光导蛋白-转导素β-γ复合体。该G蛋白的β和γ亚基分别用蓝色和红色标出

二磷酸鳥苷（Guanosine diphosphate，缩写：GDP）

三磷酸鸟苷（Guanosine triphosphate，缩写：GTP）

G蛋白（英語：G Protein）是指鸟嘌呤核苷酸结合蛋白（guanine nucleotide-binding proteins）。它含有一个鸟苷酸结合结构域，由α、β、γ三个亚基组成。激活状态下的G蛋白可以激活腺苷酸环化酶，产生第二信使C-AMP，从而产生进一步的生物学效应。

## 作用原理
當細胞外某一傳訊分子與膜上G蛋白偶联受体（GPCRs）結合時，會將原G蛋白上之GDP置換成GTP使G蛋白被激活，此活性態的G蛋白會和某酶結合（視不同傳訊路徑）從而使酶被激活產生作用，它將可觸發路徑的次一步驟。
此外由於G蛋白本身即具有GTP水解酶之功能，它將很快的將附著其上的GTP水解為GDP而再度呈現不活化態，此時非活化態G蛋白會和酶分離而恢復成原本狀態。
因此，當胞外訊息分子不再存在時，G蛋白的功用將迅速關閉而使訊息傳遞路徑關閉。